# سیارک ۵۲۷۹
سیارک ۵۲۷۹ (به انگلیسی: 5279 Arthuradel، نامگذاری:1988LA) پنج هزار و دویست و هفتاد و نهمین سیارک کشف شده‌است که در ۸ ژوئن ۱۹۸۸ کشف شد.
قدر مطلق سیارک برابر ۱۳٫۳۰ است.